# Sthenias pseudodorsaloides
Sthenias pseudodorsaloides es una especie de escarabajo longicornio del género Sthenias, tribu Pteropliini, subfamilia Lamiinae. Fue descrita científicamente por Breuning en 1968.

## Descripción
Mide 14 milímetros de longitud.

## Distribución
Se distribuye por Vietnam.